# Resolució 1818 del Consell de Seguretat de les Nacions Unides
La Resolució 1818 del Consell de Seguretat de les Nacions Unides fou adoptada per unanimitat el 13 de juny de 2008. Després de reafirmar totes les resolucions sobre el conflicte de Xipre el Consell va prorrogar el mandat de la Força de les Nacions Unides pel Manteniment de la Pau a Xipre (UNFICYP) durant sis mesos fins al 15 de desembre de 2008.
El Consell de Seguretat ha donat la benvinguda als progressos recents en les converses entre representants de les parts grecoxipriota i turcoxipriota i va demanar a les parts que utilitzessin aquest impuls per avançar cap a les "negociacions de ple dret". També ha acollit amb satisfacció l'obertura fa només dos mesos del pas del carrer Ledra, que ha contribuït a fomentar una major confiança i interacció entre les dues comunitats. També va reafirmar la importància dels continus creuaments de la línia verda pels xipriotes i va encoratjar l'obertura d'altres punts de cruïlla.
La resolució també va acollir favorablement l'acord entre líders grecoxipriotes i turcoxipriotes del 21 de març i la Declaració conjunta del 23 de maig, que, entre altres coses, va demostrar una voluntat política renovada de recolzar i comprometre plenament i de bona fe amb els esforços de les Nacions Unides; reafirmar el compromís dels dirigents d'una federació bicomunitària i bizonal amb igualtat política, tal com s'estableix a les resolucions pertinents del Consell de Seguretat; i considerar noves mesures de foment de la confiança civil i militar.